# Międzynarodowy Festiwal Filmów Fantastycznych w Brukseli
Międzynarodowy Festiwal Filmów Fantastycznych w Brukseli (ang.: Brussels International Fantastic Film Festival, BIFFF) - festiwal filmów fantasy i science-fiction odbywający się w Brukseli w Belgii od 1983 roku.
Najbliższa edycja festiwalu odbędzie się w kwietniu 2012 roku.